# Meung-sur-Loire
Meung-sur-Loire település Franciaországban, Loiret megyében. Lakosainak száma 6621 fő (2022. január 1.). Meung-sur-Loire Huisseau-sur-Mauves, Baccon, Le Bardon, Baule, Dry, Mareau-aux-Prés és Saint-Ay községekkel határos.

## Népesség
A település népességének változása:
| Lakosok száma | 4116 | 5604 | 5993 | 6152 | 6129 | 6267 | 6440 | 6540 | 6567 | 6621 |
|               | 1968 | 1982 | 1990 | 2006 | 2013 | 2015 | 2017 | 2019 | 2020 | 2022 |